# A Question of Lust
«A Question of Lust» (в переводе с англ. — «Вопрос страсти») — песня британской группы Depeche Mode, второй сингл из их пятого студийного альбома Black Celebration, 16-й в дискографии группы. Вышел 14 апреля 1986 года.

## О сингле
Это второй сингл группы (первый — «Somebody»), в песне с которого Мартин Гор исполняет основной вокал, и первый сингл, в котором песня с основным вокалом Гора является заглавной.
Одну из версий заглавной песни подготовил Марк Эллис, более известный как «Флад». Это его вторая совместная работа с группой (первая — версия «Highland Mix» песни «Stripped»). Несколькими годами позже Флад станет продюсером альбомов Violator и Songs of Faith and Devotion.
Сторону «Б» занимает «Christmas Island» — инструментальная композиция, получившая своё название в честь австралийского острова Рождества, расположенного в Индийском океане. Она была написана совместно Мартином Гором и Аланом Уайлдером и спродюсирована только самими участниками Depeche Mode.
В США версия сингла 12" была выпущена как двойной сингл (с двумя сторонами «А», вторая — «A Question of Time»), подобно «Blasphemous Rumours» / «Somebody».
«A Question of Lust» — первый сингл группы, выпущенный на компакт-кассете. Эта версия (макси-сингл) представляет собой 7" картонный конверт, содержащий кассету, буклет и значок.
Видеоклип на «A Question of Lust» был снят режиссёром Клайвом Ричардсоном. Это была его последняя работа с Depeche Mode.
Некоторые «живые» треки для этого релиза были записаны на шоу в Базеле, Швейцария 30 ноября 1984 года.

## Списки композиций
Слова и музыка всех песен — написаны Мартином Гором за исключением «Christmas Island» (Гор, Уайлдер) и «If You Want» (Уайлдер).
| №  | Название             | Длительность |
| -- | -------------------- | ------------ |
| 1. | «A Question of Lust» | 4:29         |

| №  | Название           | Длительность |
| -- | ------------------ | ------------ |
| 1. | «Christmas Island» | 4:51         |

| №  | Название                               | Длительность |
| -- | -------------------------------------- | ------------ |
| 1. | «A Question of Lust»                   | 4:29         |
| 2. | «Christmas Island» (Extended)          | 5:37         |
| 3. | «People Are People» (Live)             | 4:21         |
| 4. | «It Doesn’t Matter Two» (Instrumental) | 2:49         |
| 5. | «A Question of Lust» (Minimal)         | 6:46         |

| №  | Название                         | Длительность |
| -- | -------------------------------- | ------------ |
| 1. | «A Question of Lust» (Flood Mix) | 5:09         |
| 2. | «Christmas Island»               | 4:51         |
| 3. | «If You Want» (Live)             | 5:7          |
| 4. | «Shame» (Live)                   | 4:09         |
| 5. | «Blasphemous Rumours» (Live)     | 5:28         |

| №  | Название                               | Длительность |
| -- | -------------------------------------- | ------------ |
| 1. | «A Question of Lust»                   | 4:28         |
| 2. | «Christmas Island»                     | 4:51         |
| 3. | «Christmas Island» (Extended)          | 5:39         |
| 4. | «People Are People» (Live)             | 4:23         |
| 5. | «It Doesn’t Matter Two» (Instrumental) | 2:46         |
| 6. | «A Question of Lust» (Minimal)         | 6:48         |

| №  | Название             | Длительность |
| -- | -------------------- | ------------ |
| 1. | «A Question of Lust» | 4:16         |
| 2. | «Christmas Island»   | 4:50         |

| №  | Название                                       | Длительность |
| -- | ---------------------------------------------- | ------------ |
| 1. | «A Question of Lust» (edit)                    | 4:11         |
| 2. | «A Question of Lust» (Robert Margouleff Remix) | 3:50         |

| №  | Название                              | Длительность |
| -- | ------------------------------------- | ------------ |
| 1. | «A Question of Lust» (Minimal)        | 6:47         |
| 2. | «Black Celebration» (Live)            | 6:05         |
| 3. | «A Question of Time» (Extended Remix) | 6:38         |
| 4. | «Something to Do» (Live)              | 3:50         |

| №  | Название                          | Длительность |
| -- | --------------------------------- | ------------ |
| 1. | «A Question of Lust» (Remix Edit) | 3:45         |
| 2. | «A Question of Lust» (LP Version) | 4:26         |

## Положение в хит-парадах
| Чарт (1986)                         | Позиция |
| ----------------------------------- | ------- |
| Бельгия/Фландрия (Ultratop 50)      | 32      |
| Великобритания (UK Singles Chart)   | 28      |
| Ирландия (IRMA)                     | 13      |
| Нидерланды (Single Top 100)         | 19      |
| Финляндия (Suomen virallinen lista) | 15      |
| ФРГ (Offizielle Top 100)            | 8       |
| Швейцария (Schweizer Hitparade)     | 12      |
| Швеция (Sverigetopplistan)          | 17      |